# Білий Ключ (Сурський район)
Білий Ключ (рос. Белый Ключ) — село в Сурському районі Ульяновської області Російської Федерації.
Населення становить 404 особи. Входить до складу муніципального утворення Лавинське сільське поселення.

## Історія
Від 2004 року входить до складу муніципального утворення Лавинське сільське поселення.

## Населення
| 2010 |
| ---- |
| 404  |